# 手賀沼干拓

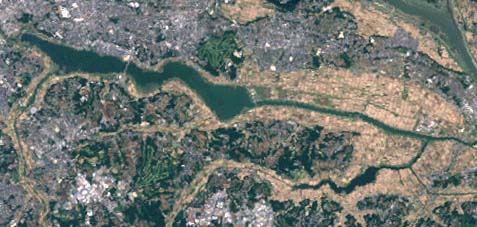
ランドサット衛星写真。画面左上が手賀沼、右下が下手賀沼。

手賀沼干拓（てがぬまかんたく）とは、千葉県（下総国）北西部にある手賀沼で江戸時代から行われた干拓事業のことである。

## 概要
手賀沼はかつては香取海の一部（手下浦）を構成していたが、利根川東遷工事などの影響によって江戸時代前期には周囲34キロメートル・面積10平方キロメートルの閉じられた沼となり、わずかに布佐と大森の間にあった小さな水路を通じて利根川に通じているのみであった。寛永13年（1636年）に弁天堀と呼ばれる新たな水路が設置された。明暦元年（1655年）には、万屋治右衛門を中心とする江戸の町人から最初の干拓計画が江戸幕府に提出されて開始をされたが、本格的な工事は寛文11年（1671年）に海野屋作兵衛らによるもの以後である。海野屋らは手賀沼の水を印旛沼に流すために7間の幅の水路を2本（長さ2298間・1566間）設置、その結果翌年には新田230町歩を得て天和2年（1682年）には幕府による検地も実施され、畑地も含めて約300町歩が計上された。だが、度々の洪水によって新田は破壊された。
享保12年（1727年）、幕府勘定方井沢為永（弥惣兵衛）・江戸町人高田友清（茂右衛門）らによって再工事が開始され、沼の中央部に千間堤を築いて沼を上下に区分し、東側の下沼の干拓に成功して享保15年（1730年）の検地で39か村分1500石を得たが、元文3年（1738年）の利根川の洪水で千間堤が崩壊したために新田は壊滅した。井沢は再度の干拓を試みて延享2年（1745年）に完成するが、再び洪水に襲われた。
天明5年（1785年）に当時の老中である田沼意次によって印旛沼干拓と並行して行うことが決定され、翌年完成したが、同年の洪水で堤防などが流された。それでも、寛政6年（1794年）の検地では2600石を得ている。
本格的な干拓工事が再開されたのは、昭和21年（1946年）のことであり、22年の歳月をかけて約500haの水田を開かれるとともに、面積は3.7平方キロメートルまで縮小して東半部分が消滅するなど形も大きく変わった。だが、その間に周辺の宅地化が進展し、生活排水の大量流入によって沼の水質は急激に悪化することになった。